# Lötentunneln
Lötentunneln är en del av ringvägen Bärbyleden på riksväg 55 under Röboåsen mellan stadsdelarna Svartbäcken och Gamla Uppsala i norra Uppsala.
Lötentunneln är 100 meter lång. Tunneln har i varje riktning två genomgående körfält och ett på/avfartsfält. Vägen invigdes den 16 oktober 2007. Högsta tillåtna hastighet är 70 kilometer i timmen.
Genom dragningen genom Röboåsen möjliggör tunneln en grön korridor längs åsen mellan norra Svartbäcken och Röboområdet.